# Bajjud
Bajjud (arab. بيوض) – wieś w Syrii, w muhafazie Hama. W 2004 roku liczyła 737 mieszkańców.